# WebMoney
WebMoney (вимовляється «Вебма́ні») або WebMoney Transfer (WMT) — електронна система миттєвих інтернет-розрахунків, середовище і технологія для ведення бізнесу та електронної комерції. Початково заснована в Росії, на сьогодні має міжнародне розповсюдження. В Україні працює з 2003 та на кінець травня 2018 року, за ствердженням власників системи, використовувалася близько 4 млн українців.
Юридично в системі відбувається передача (трансфер) майнових прав, облік яких здійснюється за допомогою спеціальних розписок — «титульних знаків», номінованих в прив'язці до різних валют і золота. Де-юре WebMoney не зареєстрована як електронна платіжна система.
Система забезпечує проведення електронних розрахунків у реальному часі за допомогою облікових одиниць — титульних знаків WebMoney (WM-units). Система є небанківською. Управління титульними знаками на своєму рахунку користувачі здійснюють за допомогою клієнтської програми WebMoney Keeper Classic або вебінтерфейсу WebMoney Keeper Light.
Кількість фінансових операцій, які можна здійснити через систему досить велика. При цьому стягується комісійний відсоток в розмірі 0,8 %.

## Види титульних знаків
Система підтримує кілька видів титульних знаків, що зберігаються на відповідних електронних гаманцях:
- WMR — еквівалент RUB на R-гаманцях;
- WME — еквівалент EUR на Е-гаманцях;
- WMZ — еквівалент USD на Z-гаманцях;
- WMY — еквівалент UZS на Y-гаманцях;
- WMB — еквівалент BYR на B-гаманцях;
- WMG — еквівалент 1 грама золота на G-гаманцях;
- WMX — еквівалент 0.001 BTC;
- WMC и WMD — еквіваленти WMZ для кредитних операцій на С- и D-гаманцях.

Переказ коштів можливий лише між гаманцями одного виду; обмін титульних знаків різних видів проводиться в обмінних сервісах, що не мають безпосереднього відношення до системи WMT.

## Блокування клієнтських рахунків
Відповідно до угоди, система WebMoney може в односторонньому порядку припиняти обслуговування без пояснення причин і повідомлення і відмовляти в обслуговуванні. В мережі існують приклади негативних досвідів співпраці із системою WebMoney.

## Легальність в Україні
Українською Міжбанківською Асоціацією членів платіжних систем було опубліковано експертизу щодо законності діяльності WebMoney на території України, яку було здійснено провідною науково-дослідною установою юридичного профілю в Україні Інститутом держави і права ім. В. М. Корецького Національної академії наук України. За висновками експертизи WebMoney в Україні не є електронними грошима, а діяльність здійснюється цілком законно. Переказ коштів здійснювався за допомогою покупки-продажу прав вимог до первинного дебітора відповідно до ст. 512 і ст. 656 Цивільного кодексу.
З юридичної точки зору титульні знаки не є електронними грошима відповідно їх визначенню в ряді юрисдикцій, а фінансовими активами, які можуть бути законним предметом купівлі-продажу, передачі або зміни. Таке формулювання дозволяє Webmoney обходитися без формальної реєстрації як платіжної системи.
11 червня 2013 Державна податкова служба провела обшук в київському офісі WebMoney. Також були вилучені сервери та здійснений обшук у квартирах декількох топ-менеджерів.
21 травня 2015 року Національний банк України зареєстрував систему платежів WebMoney.UA в реєстрі платіжних систем. Система миттєвих інтернет-розрахунків стала внутрішньодержавною платіжною системою і є зареєстрована як «система розрахунків», тоді як всі інші учасники ринку мають статус «карткової платіжної системи», «системи переказу коштів» або «системи розрахунків за угодами щодо цінних паперів».
Платіжною організацією платіжної системи WebMoney.UA виступає дочірнє підприємство «Фінансова компанія „Елмі“», зареєстроване в Києві зі статутним капіталом в 5,05 млн грн., яке належить ТОВ «Фортуна» з капіталом в 55,3 тис. грн, яке на 100 % підконтрольне компанії з Сейшельських островів — «Ейенті Солушенз Лтд».
25 травня 2018 року НБУ скасував реєстрацію системи розрахунків «WebMoney.UA» у зв'язку із санкціями щодо цієї платіжної організації. Блокування проведено згідно з рішенням РНБО від 2 травня 2018-го «Про застосування та скасування персональних спеціальних економічних та інших обмежувальних заходів (санкцій)». Санкції вводяться терміном на три роки та обмежуть можливості користувачів з України вивести свої кошти з WebMoney Україна, а також користуватися функцією оплати будь-яких послуг. Також інтернет-провайдерам заборонено надання послуг з доступу до доменів, пов'язаних з WebMoney.

## Діяльність в Україні
- член «Інтернет-асоціації України» з 2009 року та сприяє розвитку українського сегменту інтернет[10].
- член Європейської бізнес-асоціації та входить до комітету «Електронні платежі»
- член «Української міжбанківської асоціації членів платіжних систем» з 2010 року[11].
- входить до складу «Коаліції за безпеку дітей в інтернеті» та підтримує ініціативи та заходи з протидії розповсюдженню дитячої порнографії[12].
- платіжний партнер громадської організації «Вікімедіа Україна»[13]

## Інші факти
Система забороняє використовування сервісу для розрахунків між учасниками фінансової піраміди Сергія Мавроді МММ. Відповідно до правил, система блокує рахунки учасників піраміди.